# Planchonella asterocarpon
Planchonella asterocarpon är en tvåhjärtbladig växtart som först beskrevs av Pieter van Royen, och fick sitt nu gällande namn av Swenson, Bartish och Jérôme Munzinger. Planchonella asterocarpon ingår i släktet Planchonella och familjen Sapotaceae.
Artens utbredningsområde är Queensland. Inga underarter finns listade i Catalogue of Life.